# Джульяно (футбольный клуб)
«Джульяно» (итал. Associazione Sportiva Dilettantistica Giugliano 1928) — итальянский футбольный клуб из города Джульяно-ин-Кампанья, недалеко от Неаполя. Выступает в Серии C. Играет свои матчи команда на стадионе «Альберто Де Кристофаро», который вмещает 12 тысяч человек.

## Прежние названия
- 1928 — «Дополаворо Аурелио Падовани»
- 1934 — «Джульяно»
- 1974 — «Джульяно Кальчо»
- 2010 — н. в. — «Джульяно»

## Достижения
- 8-е место во Втором дивизионе Профессиональной лиге сезона 2005/2006
- 1-е место в Эччелленции 1994/1995
- Финалист кубка Дилеттанти 1994/1995
- Победитель Серии D: 1997/1998, 2021/2022

## Финал кубка Дилеттанти
Финал проходил в городе Казерта 15 февраля 1995 года, где Джульяно играл с Giovani Lauro. Джульяно-1928 проиграл со счётом 2:0.